# Nezavisnost
Nezavisnost ili neovisnost stanje je nacije ili države, u kojoj njezini stanovnici samostalno donose odluke na području svog teritorija. 
Deklaracijom nezavisnosti proglašava se nezavisnost. Prva poznata deklaracija nezavisnosti potječe iz Škotske 1320. godine, a posljednji primjer je deklaracija nezavisnosti Južnog Sudana. Američka Deklaracija o nezavisnosti proglašena je 1776. godine. 
Postizanje nezavisnosti razlikuje se od revolucije, koja se obično odnosi na nasilno rušenje vlasti. Dok su neke revolucije tražile i ostvarenje nacionalne nezavisnosti, drugima je samo cilj vladati s ili bez elementa nezavisnosti i emancipacije, kao što je demokratizacija unutar države, koja kao takva može ostati nepromijenjena. Neke zemlje dobile su nezavisnost bez revolucionarnih pokreta. Cilj ruske Oktobarske revolucije nije bila uspostava nacionalne nezavisnosti, već borba za veća prava radnika. U američkom ratu za nezavisnost, glavni cilj borbe bila je nezavisnost od kolonijalnih sila. 
Povijesno gledano, bila su četiri glavna razdoblja proglašenja nezavisnosti: 1.) od 1776. do pojave revolucija širom Europe 1848., 2.) odmah nakon Prvog svjetskog rata raspadom Osmanskog Carstva i Austro-Ugarske, 3.) od 1945. do 1979., kada je sedamdeset novih nezavisnih država nastalo iz olupine europskih kolonijalnih carstava i 4.) nakon raspada komunizma 1990. na području SSSR-a i bivše Jugoslavije, kada je i Hrvatska ponovno postala nezavisna država. 
Nezavisnost najčešće podrazumijeva samo jedan njen dio, teritorijalni i pravni. Sve češće se govori o ekonomskoj, monetarnoj, energetskoj i prehrambenoj nezavisnosti koje postanu upitne čim dođe prva veća kriza, sukob, sankcije, epidemija ili bilo kakav veći trgovinski poremećaj.
Potpuna nezavisnost znači imati svoju hranu, energiju, vodu, zemlju, more, novac, komunikacije, infrastrukturu, distribucijsku mrežu i koridore. Društveni sustav koji preferira privatno vlasništvo postupno rastače nezavisnost zajednice.
Autonomija je vrsta neovisnosti, koju odobri vlast koja je nadzire i dalje zadržava vrhovni autoritet u tom području. Protektorat se odnosi se na autonomnu regiju, koja ovisi o vlasti, koja njome vlada. Datumi proglašenja nezavisnosti ili rjeđe datumi početka revolucije, obično se slave kao nacionalni praznik, poznat kao Dan nezavisnosti. 
Razlozi zbog kojih se traži nezavisnost, mogu biti raznoliki poput gospodarskih poteškoća, nezadovoljstva postojećom vlašću ili zbog ugnjetavanja, kao u slučaju indijskog pokreta za nezavisnost. 